# Фаджано Окаяма
«Фаджано Окаяма» (яп. ファジアーノ岡山 Фадзиа:но Окаяма, англ. Fagiano Okayama) — японский футбольный клуб из города Окаяма, в настоящий момент выступает в Джей-лиге, первом по силе дивизионе страны.
Клуб был основан в 1975 году под именем «Ривер Фри Кикерс» после переезда команды «Кавасаки Стил Мизусима» в соседнюю префектуру Хёго (сейчас эта команда известна как «Виссел Кобе»), и до 2003 года клуб выступал в чемпионате префектуры. В 2003 году команда была преобразована в «Фаджано Окаяма» и начала восхождение по системе японских футбольных лиг. В 2007 году клуб стал ассоциативным членом профессиональной футбольной Джей-лиги, играя при этом в региональной лиге. В том же году «Фаджано Окаяма» победил в региональной лиге, а на следующий год стал четвёртым в Японской футбольной лиге, что дало ему право в 2009 году дебютировать во втором дивизионе Джей-лиги. Во втором дивизионе Джей-лиги клуб играет по сей день, преимущественно занимая места в нижней части турнирной таблицы. Лучшим результатом клуба во втором дивизионе Джей-лиги, является 13-е место в 2011 году. Домашние матчи команда проводит на стадионе «Канко», вмещающем 20 000 зрителей. Слово «Фаджано» в названии клуба в переводе с итальянского фазан, а фазан является одним из героев самой известной местной сказки о Момотаро.